# Gravering
Gravering består i reglen i at indskære figurer, bogstaver eller linjer i metal, træ, sten, elfenben eller andet materiale. Den kan udføres på flere måder og således, at man fordyber enten selve tegningens linjer eller mellemrummene mellem dem.
Hensigten med gravering kan være forskellig. I nogle tilfælde skal gravering tjene som prydelse, men tit er formålet at danne forme eller stempler, der kan afformes eller afpræges i andre stoffer. Mange benytter i dag gravering på navneskilte og sportspræmier, til at identificere en medarbejder eller en specifik klasse indenfor en sportsgren. Producenter af holdbare varer graverer også referencenumre i deres varer, så man kan kende forskel på varepartier. Det gør sig bl.a. gældende for ur- og våbenproducenter.
Man graverer ornamenter og indskrifter på guld, sølv og andre metaller, på våben og instrumenter m.m. Undertiden bliver gravering udfyldt med en eller anden masse (emalje, niello). Særegne typer af gravering er signetstikning, gravering af bogbinderstempler og af prægestempler til mønter og medaljer (stempelskærerkunst) eller til knapfabrikation.

## Traditionel gravering
Traditionelt foregik al gravering i hånden på samme vis som ciselering. Håndgravering refereres til som stik og indebærer flere typer gravering. Man differentierer typisk mellem stik ved det materiale der bearbejdes. Traditionel gravering kunne også bruge hjælpemidler som kemikalier eller stempler.

### Stik
En meget omfangsrig og vigtig anvendelse af gravering består i at danne forme eller plader til aftrykning, se kobberstik, stålstik og træsnit.  Den egentlige gravering er i reglen håndarbejde, der udføres ved hjælp af gravstik; dog bruger man også radernåle, hvorved man foreløbig antyder linjerne, skrabere, hvorved man borttager den ved gravering dannede ophøjede rand (den såkaldte grat), polerstål m.m. Undertiden bruger man særegne maskiner, især hvor det gælder om en vis regelmæssighed, der ikke kan opnås ved håndarbejde. Til at danne en grund af parallelle linjer i samme indbyrdes afstand bruges særegne gravere- eller skraveremaskiner. Hertil hører også indgravering af delestreger på målestokke og kredse på matematiske instrumenter ved hjælp af delemaskiner samt guillochering.
Ved fremstilling af zinkætsninger og lignende til bogtryk benyttes undertiden en slags fræsemaskine til uddybning af de større partier. Til gravering, bl.a. i litografisk sten, bruges også diamanter. Ved sædvanlig gravering føres redskabet frem med hånden, dog bruges undertiden gravstikker og især mejsler, der føres frem ved hjælp af hammeren som ved ciselering. Fordybningerne i metallet kan også udføres dels ved gravering og dels ved at benytte punsler eller stempler, der drives ned med en hammer, eller ved at forbinde gravering med ætsning; således er det ikke sjældent, at raderede og ætsede kobberplader gås efter med gravstikken.

## Moderne gravering
I dag benyttes maskiner til gravering. På gravøruddannelsen lærer man primært at benytte maskiner til graveringsarbejdet, og der er således kun ganske få traditionelle gravører tilbage. De moderne graveringsmaskiner skelner mellem to typer graveringer: skære- og lasergravering.

### Skæregravering
Skæregravering er ligesom traditionel håndgravering, blot med maskinhjælp. På denne type gravering efterlades et fordybet spor i materialet, som giver en dybde og markerer indtegningen. Det kan gøres på to måder: ved fræsning eller med diamant.

#### Fræsegravering
En fræsning foregår ved at maskinens graveringsstift i metal roterer derved og fjerner et lag af materialet. Det skaber et fordybet spor i materialet. Når sporet er dybt nok, bliver det synligt som en gravering. Denne type gravering er ofte mere tydelig end diamantgravering.

#### Diamantgravering
Ved at montere en graveringsstift af diamant, kan maskinen ved højt tryk ridse/skære igennem materialer som en kniv. Der bruges diamant på stiften, fordi diamanter er det hårdeste materiale på Mohs' hårdhedsskala og derfor kan skære igennem materialer af metal.

### Lasergravering
Lasergravering foregår ved hjælp af koncentreret energi som fokuseres på materialet og derved brænder sig ned i overfladen. Det fungerer på samme måde som en lup under solen. Der skelnes mellem to typer lasergraveringer: CO2 gravering og fibergravering.

#### CO2gravering
Laseren i en CO2 graveringsmaskine bliver dannet ved at skyde elektricitet igennem et gaskammer, der primært er fyldt med kuldioxid (CO2). Det skaber infrarødt lys, som ved hjælp af optiske spejle reflekteres og koncentreres ned på materialet, som brændes i overfladen.

#### Fibergravering
Laseren i en fibergravering produceres af dioder, som transporteres med et fiberoptisk kabel og lyset fokuseres gennem en linse. Derved spares de skrøbelige optiske spejle, og koncentrationen af lys er op til 200% stærkere end ved CO2 laser. Disse graveringer er meget glatte i overfladen og står skarpt. Man kan ved at indstille graveringstiden skrue op og ned for graveringsfarven, så den bliver lysere eller mørkere.